# Kazimierz Fajkosz
Kazimierz Fajkosz (ur. 2 grudnia 1919 w Krynicy-Zdroju, zm. 4 czerwca 1999) – polski rzeźbiarz, ceramik, pedagog w Szkole Przemysłu Drzewnego w Zakopanem.
Uczył się w Szkole Przemysłu Drzewnego w Zakopanem w pracowni Romana Olszowskiego. Absolwent krakowskiej Akademii Sztuk Pięknych, uczeń Xawerego Dunikowskiego. Po ukończeniu studiów w 1949 roku wrócił do Zakopanego. Dyrektor zakopiańskiej szkoły plastycznej w latach 1961–1963. Członek Związku Polskich Artystów Plastyków.
W 1998 odznaczony z żoną Ewą (1929-2003) Medalem za Długoletnie Pożycie Małżeńskie. Zmarł w 1999.